# Mercœur (Corrèze)
Mercœur è un comune francese di 254 abitanti situato nel dipartimento della Corrèze nella regione della Nuova Aquitania.

## Società

### Evoluzione demografica
Abitanti censiti